# Webbers Falls (Oklahoma)
Webbers Falls es un pueblo ubicado en el condado de Muskogee en el estado estadounidense de Oklahoma. En el año 2010 tenía una población de 	616 habitantes y una densidad poblacional de 60,99 personas por km².

## Geografía
Webbers Falls se encuentra ubicado en las coordenadas 35°30′36″N 95°8′48″O / 35.51000, -95.14667 (35.510052, -95.146554).

## Demografía
Según la Oficina del Censo en 2000 los ingresos medios por hogar en la localidad eran de $19,300 y los ingresos medios por familia eran $22,955. Los hombres tenían unos ingresos medios de $22,813 frente a los $17,031 para las mujeres. La renta per cápita para la localidad era de $10,684. Alrededor del 26.2% de la población estaban por debajo del umbral de pobreza.